# Valer-Daniel Breaz
Valer-Daniel Breaz (ur. 23 marca 1975 w Alba Iulia) – rumuński polityk, matematyk i nauczyciel akademicki, rektor Uniwersytetu „1 grudnia 1918” w Alba Iulia, senator, w latach 2018–2019 minister kultury i tożsamości narodowej, w 2019 p.o. ministra edukacji.

## Życiorys
Ukończył liceum pedagogiczne, a w 1998 studia matematyczne na Uniwersytecie Babeșa i Bolyaia w Klużu-Napoce. Tamże w 2002 uzyskał doktorat ze specjalizacją w zakresie analizy matematycznej. Został nauczycielem akademickim na Uniwersytecie „1 grudnia 1918” w Alba Iulia, w 2009 objął stanowisko profesora. Pełnił funkcje prodziekana wydziału nauk (2004–2008), a w 2012 został rektorem tego uniwersytetu. Wykładał też m.in. na uniwersytecie w Pitești. Działał w krajowym towarzystwie matematycznym, powoływany w skład rad czasopism naukowych.
W 2016 wybrany do Senatu z ramienia Partii Socjaldemokratycznej. W listopadzie 2018 powołany na stanowisko ministra kultury i tożsamości narodowej w rządzie Vioriki Dăncili. W sierpniu 2019, po odwołaniu Ecateriny Andronescu, objął nadto tymczasowo obowiązki ministra edukacji. Zakończył urzędowanie wraz z całym gabinetem w listopadzie 2019. W październiku 2020 przeszedł do ugrupowania PRO Rumunia, w tym samym roku kandydował do parlamentu z jego listy.